# The Kovenant
The Kovenant es una banda proveniente de Noruega que ha ido mutando desde el black metal hasta el avant-garde metal, que es como suena en sus más recientes álbumes. La banda fue conocida originalmente como Covenant, pero a causa de su disputa con la banda sueca de EBM con la que compartía el mismo nombre (ver Covenant), cambiaron a The Kovenant.

## Biografía
The Kovenant (antes llamada Covenant) fue formada en 1993 por dos artistas del black metal conocidos como Nagash y Blackheart. Se conocieron cuando Blackheart decidió ayudar a Nagash con su proyecto unipersonal Troll. Nadie parecía prestarles atención luego de sacar una demo titulada From the Storm of Shadows, pero finalmente un sello discográfico, Mordgrimm, los conoció y lanzó su primer álbum In Times Before the Light en 1997. Este álbum fue grabado 2 años antes en 1995 y establecieron un club de fanes en Noruega. Este suena parecido al primer álbum de Dimmu Borgir: For All Tid. Incluso, Nagash (Lex Icon) es un viejo amigo del cantante de Dimmu, Shagrath, y formó parte de la banda noruega de 1996 a 1999.
Covenant firmó con Nuclear Blast, un importante sello alemán dedicado a la escena del hard rock, en 1998 y convocó cuatro miembros más que conformarían la banda. Ellos fueron Astennu (de Dimmu Borgir, Carpe Tenebrum), Sverd (de Arcturus), Sarah Jezebel Deva (de Cradle of Filth entre otras), y Hellhammer (de Mayhem entre otras). Con esta nueva formación, lanzaron su segundo álbum, Nexus Polaris, que fue muy exitoso (en parte gracias a la promoción de Nuclear Blast) y es considerado ampliamente por sus fanes como el mejor álbum de la banda hasta la fecha. El álbum tuvo como resultado que la banda obtuviese un Grammy noruego como Mejor Banda de Hard Rock y llevó a que Nagash abandonase Dimmu Borgir (donde era bajista) para concentrarse de lleno en The Kovenant.
Después del lanzamiento de Nexus Polaris, Sverd, Astennu, y Sarah fueron separados de la banda por Nagash (ahora conocido como Lex Icon) quien dijo tener "varias razones" en algunas entrevistas. Sólo Hellhammer "sobrevivió". La banda se encontró envuelta en una demanda iniciada por una banda sueca, Covenant (con el mismo nombre). La banda sueca argumentó que ellos eran los dueños del nombre "Covenant" ya que eran conocidos como Covenant antes de que Nagash y Blackheart formaran su banda. Como consecuencia, se vieron forzados a cambiar su nombre a The Covenant. Desafortunadamente, el simple hecho de agregar "The" delante del nombre no conformó, porque una banda holandesa de heavy metal era llamada The Covenant desde 1988. Entonces, agregaron el "The" y reemplazaron la "C" con una "K" para evitar futuras confusiones, llevándolos a simplemente hacerse conocer como "The Kovenant".
En 1999, The Kovenant grabó y lanzó Animatronic, que retrató un cambio de estilo que fue desde el industrial/symphonic black metal hasta el Gothic/Industrial Metal. A este giro musical, le siguió el cambio de los nombres artísticos de los integrantes de la banda para darle un mayor impulso a su nueva dirección musical: Nagash cambió a "Lex Icon", Blackheart por "Psy Coma", y Hellhammer cambió a "Von Blomberg". El nuevo álbum consiguió otro Grammy noruego y obtuvieron un nuevo miembro, Angel, mientras recorrían Estados Unidos.
Después de la gira de Animatronic, Lex y Psy se tomaron un descanso y decidieron regrabrar In Times Before the Light. Pero Nuclear Blast no encontró nada para hacer con el álbum, por lo que cambiaron de sello y fue grabado por Hammerheart Records. El relanzamiento de Nexus Polaris tuvo lugar en 2002.
En 2002, la banda vio nuevamente en estudios, grabando S.E.T.I., su cuarto álbum. Von Blomberg decidió hacer más giras y dejó la banda para manejar otros proyectos. dos nuevos miembros fueron reclutados: Küth (de Ram-Zet) en batería y Brat (de Apoptygma Berzerk) en teclados. Posteriormente recorrieron Europa y Estados Unidos promocionando el álbum.
Actualmente la banda está a punto de presentar su nuevo álbum titulado Aria Galactica. Lex Icon anunció recientemente que tienen 14 piezas escritas desde hace tiempo. El álbum vendrá con un segundo disco que contiene interpretaciones sinfónicas de las pistas del disco principal, lo cual sugiere un retorno al estilo más sinfónico exhibido por la banda en su álbum Nexus Polaris (1998).
Lex anunció lo siguiente en su blog:
"Los fanes de The Kovenant tendrán que esperarnos unos meses más para que empecemos a grabar ARIA GALACTICA. El progreso es lento pero fructífero.
[...] ARIA GALACTICA será nuestro mejor álbum... lejos"
El 27 de marzo de 2010 The Kovenant Repasan su Nexus Polaris en un concierto único en el Inferno Festival en Noruega. Cuentan para este concierto con miembros de la formación original que grabaron el disco: Sverd, Sara Jezebel Deva,... y también tocan un tema del que será su próximo disco Aria Galactica con una canción renovada del disco S.E.T.I., Subtopia.

## Miembros
- Stian Arnesen (Lex Icon), voz, bajo, letras - (1993 - actualidad)
- Amund Svensson (Pzy Coma), guitarra, letras - (1993 - actualidad)
- Angel Stengel, guitarra solista - (2000 - actualidad)
- Kent Frydenlund (Küth), Batería - (2003 - actualidad)
- Geir Bratland, sintetizador - (2003 - actualidad)

Miembros antiguos
- Jamie Stinson (Astennu), guitarra solista - 1998-1999
- Steinar Johnsen (Sverd), teclista - 1998
- Sarah Jezebel Deva, voz femenina - 1998
- Jan Axel Blomberg (alias Hellhammer), batería - 1998-2003

## Discografía
| Álbumes de estudio - 1997: In Times Before the Light - 1998: Nexus Polaris - 1999: Animatronic - 2002: In Times Before the Light (Version 2002) - 2003: S.E.T.I. | EP - 2003: S.E.T.I. Club Demo - 1994: From the Storm of Shadows Bootlegs - 2000: Wâldrock 2000 - 2006: Fragments of Reality |